# Бабенко Володимир Дем'янович

Бабенко Володимир Дем'янович (нар. 24 жовтня 1937, с. Липці, Харківський район Харківської області — 29 квітня 2002, Луганськ) — начальник пожежної охорони Луганської області, раціоналізатор.

## Біографія
Народився 24 жовтня 1937, с. Липці, Харківська область, Україна (Українська СРСР).
У сімнадцять років став курсантом Харківського пожежно-технічного училища. Після закінчення якого проходив службу старшим інспектором в місті Краснодон і заочно навчався в Московському вищому інженерно-пожежному училищі.
Після полковника В.Надубова в 1975 році УПО УВС Луганської області очолив полковник Бабенко В. Д.  На посаді начальника УПО Бабенко служив до 1985 року. За ці десять років йому вдалося Луганський гарнізон пожежної охорони з рядового перетворити в базовий на території всього СРСР.
На території області було побудовано 38 нових пожежних депо, і стільки ж реконструйовано та відремонтовано.
У 1977 році в м. Куйбишев луганчани показали свій фільм «Якою має бути пожежна частина», який і нині зберігається в Народному музеї пожежної охорони. Тоді-ж було прийнято рішення провести на базі Луганського гарнізону Всесоюзну нараду працівників пожежної охорони.
На чолі з заступником Міністра МВС СРСР в Луганськ з'їхалося понад 200 осіб. Але, за тиждень до наради, Володимир Дем'янович потрапив до лікарні з інфарктом. У 1980 році гарнізон пожежної охорони Луганська був визнаний базовим серед міських частин, а Сєвєродонецький був визнаний кращим серед об'єктових частин. Представляв Луганський гарнізон заступник Володимира Дем'яновича — Колібабчук А. І.

## Участь у гасінні масштабних пожеж
У 1983 році сталася пожежа на складі скрапленого газу Лисичанського НПЗ (нині ВАТ «Лінос»), вибухнула одна ємність, унаслідок чого на бойовому посту помер командир відділення ДПЧ-15 Смутко А. Я. Володимир Бабенко тоді повів за собою особовий склад, знаючи, що якщо за 10 хвилин не загасити пожежу, то на вітер злетить не тільки завод, а й півміста. З ним в бій пішли всього 10 пожежних. Тоді, пройшовши через справжнє пекло, вони змогли перекрити засувку і зупинити доступ газу.

## Заохочення
Володимир Дем'янович за роки служби своїм прикладом, сміливістю і рішучістю при ліквідації пожеж, а в повсякденній службі — увагою і турботою зміг згуртувати біля себе плеяду офіцерів, в майбутньому — сильних керівників і справжніх товаришів по службі.
Саме тому він отримав більше 50 заохочень, за мужність і відвагу двічі нагороджений медалями «За відвагу на пожежі», «За бездоганну службу» і медаллю «За доблесну працю».

## Винаходи та раціоналізаторська робота
Ще у вісімдесятих роках 20 сторіччя в Луганську була зібрана і випробувана АГВТ — 100 (Автомобіль газо-водяного гасіння), на базі ЗІЛ-131 і турбореактивного двигуна літака, який був переданий пожежним працівниками Луганського авіаремонтного заводу. І, хоча до цього часу така техніка не була нововведенням, в той час раціаналізаторство було у великій пошані в Союзі і Володимир Дем'янович за проведену роботу 23.10.1969 року отримав іменний годинник від керівництва МВС УСРСР (Наказ МВС УСРСР № 127 від 23.10.1969 р.). Потім, через занепад і непотрібності такої машини, автомобіль припадав пилом і розвалювався в гаражі. Даний автомобіль на початку 2000-х був відновлений працівниками ДПРЧ-5 (м. Луганськ) та Луганським авіаремонтним заводом МО України.

## Родина
Династію пожежних-рятувальників Бабенко продовжували: син — Бабенко Володимир Володимирович (14.03.1966 р. — 16.04.2018 р.), підполковник, начальник штабу пожежогасіння Луганської області; зять — Сьомкін Сергій Семенович (14.05.1959 р. — 27.06.1988 р.), старший лейтенант; онук - Сьомкін Максим Сергійович (08.05.1982 р.), полковник.